# サイン (映画)
『サイン』（Signs）は、2002年のアメリカ合衆国のSFホラー映画。監督はM・ナイト・シャマラン、出演はメル・ギブソンとホアキン・フェニックスなど。2002年で最も高い収益を上げた映画の一つで、全世界で4億800万ドルの収益を上げた。
「宇宙人の侵略」が描かれているが、人類対宇宙人といったマクロ的視点ではなく、あくまである一家から見たミクロ的視点で描かれている。その過程で「家族の繋がり」や「信仰心」というテーマが浮き彫りになる構成になっている。

## ストーリー
妻の事故死を境に牧師を辞めたグラハムは、弟のメリル、そして二人の子供達と静かに暮らしていた。しかしその家族の前に様々な兆候（サイン）が現れる。愛犬の暴走、畑に出現したミステリーサークル、家の周りに出没する姿の見えない謎の存在。そしてサインは世界各地に現れるようになった。

## 登場人物
グラハム・ヘス
演 - メル・ギブソン
周囲からの信頼も厚い牧師。しかし本人は妻の事故死があってから、その信仰を捨てている。現在は子供2人、そして弟との4人暮らし。所有する広大な畑で農作物を育てている。
メリル・ヘス
演 - ホアキン・フェニックス
グラハムの弟。元は記録を5つも持つほどの有名なマイナーリーグ選手。しかしその一方で2つのワースト記録を持っている。現在はグラハムらとともに暮らしている。
モーガン・ヘス
演 - ローリー・カルキン
グラハムの長男。喘息を持っており、発作が出たときの症状が酷い。畑に現れたミステリーサークルをいち早く発見。宇宙人の存在に、家族の中でもっとも関心を示す。
ボー・ヘス
演 - アビゲイル・ブレスリン
モーガンの妹。口にする言葉、ひとつひとつが何か不思議めいている女の子。
レイ・レディ
演 - M・ナイト・シャマラン
獣医。グラハムの妻が交通事故で亡くなったとき、その原因となる自動車を運転していた張本人。そのため、グラハムたちに負い目を感じている。しかし、その彼から突然グラハムに電話が入る。
宇宙人
食糧としての人間狩りを目的に地球にやってきたエイリアン達。世界各地に自分達の地図の目印としてミステリーサークルを描く。モーガンが買った本の想像図では背が低いグレイタイプを正体としていたが、実際は2m以上の身長を持つ。目は乳白色で耳と鼻は押し潰された孔のようになっていて、足は獣脚で爬虫類から進化したのか、皮膚をカメレオンのように変化させて周囲と同化する擬態能力を持つ。身体能力はオリンピック選手並みで3mの高さを余裕で跳ぶほどのジャンプ力を持つ他、手首にある爪から有毒ガスを分泌する。その反面、地球の水で致命傷を負うなど脆弱かつ虚弱な面も持つ。
高度な科学技術を持ち、UFOは夜に発光、昼には透明化して特殊バリアで防御している。
偵察部隊もいて、複数人がグラハムを含めた住民に目撃されている。自前の兵器を使用せずに白兵戦で攻めてきたのは、食糧が豊富な地球を無価値な星にする事を避けるためとされている。

## 日本語吹替
| 役名                     | 俳優                       | 日本語吹替                           | 日本語吹替                       | 日本語吹替 |
| 役名                     | 俳優                       | ソフト版                             | フジテレビ版                     | 機内上映版 |
| ------------------------ | -------------------------- | ------------------------------------ | -------------------------------- | ---------- |
| グラハム                 | メル・ギブソン             | 磯部勉                               | 磯部勉                           | 磯部勉     |
| メリル                   | ホアキン・フェニックス     | 森川智之                             | 坂詰貴之                         | 神奈延年   |
| モーガン                 | ローリー・カルキン         | 村上想太                             | 矢島晶子                         |            |
| ボー                     | アビゲイル・ブレスリン     | 黒葛原未有                           | 川田妙子                         |            |
| パスキー                 | チェリー・ジョーンズ       | 宮寺智子                             | 藤田淑子                         |            |
| コリーン                 | パトリシア・カレンバー     | 杉村理加                             | 堀越真己                         |            |
| 教授                     | クリフォード・デビッド     | 塚田正昭                             | 中江真司                         |            |
| ネイサン                 | ラニー・フラハティー       | 田村勝彦                             | 小川真司                         |            |
| ネイサン夫人             | マリオン・マッコリー       | 浅井淑子                             | 一龍斎貞友                       |            |
| トレーシー               | メリット・ウェヴァー       | 阿部桐子                             | 横尾まり                         |            |
| カニンガム               | テッド・サットン           | 稲葉実                               | 堀井真吾                         |            |
| ライオネル               | マイケル・ショーウォルター | 川本克彦                             | あご勇                           |            |
| ヒューズ                 | ロンダ・オーバーバイ       | 深水由美                             |                                  |            |
| レイ                     | M・ナイト・シャマラン      | 根本泰彦                             | 横堀悦夫                         | 家中宏     |
| ラジオ番組の司会者（声） | ホセ・L・ ロドリゲス       | 相沢正輝                             |                                  |            |
| リポーター               | ポール・L・ノーラン        | 川村拓央                             |                                  |            |
| デクスター               |                            | 相田さやか                           |                                  |            |
| その他                   | N/A                        | ―                                    | グラシアス小林 志村知幸          |            |
|                          |                            |                                      |                                  |            |
| 演出                     | 演出                       | 松岡裕紀                             | 木村絵理子                       |            |
| 翻訳                     | 翻訳                       | 中島多恵子                           | 松崎広幸                         |            |
| 録音・調整               | 録音・調整                 | 伊藤恭介                             | 池田裕貴 オムニバス・ジャパン    |            |
| 効果                     | 効果                       |                                      | サウンドボックス                 |            |
| プロデューサー           | プロデューサー             |                                      | 中島良明 松永紀見子              |            |
| 監修                     | 監修                       | 山本千絵子                           |                                  |            |
| 制作                     | 制作                       | ケイエスエス                         | 東北新社                         |            |
| 初回放送                 | 初回放送                   | 2020年4月13日 『午後のロードショー』 | 2006年8月19日 『土曜プレミアム』 |            |

## 配役
メリル・ヘス役は当初、マーク・ラファロが演じる予定だったが、良性の腫瘍が見つかり、手術のため降板した。代役としてホアキン・フェニックスが演じることとなった。   

## 評価
レビュー・アグリゲーターのRotten Tomatoesでは236件のレビューで支持率は74%、平均点は6.80/10となった。Metacriticでは36件のレビューを基に加重平均値が59/100となった。
映画評論家の町山智浩によると、アルフレッド・ヒッチコックの映画『鳥』の「鳥」を「宇宙人」に置き換えただけと指摘され、映画公開時にシャマラン本人が先にオマージュと認めたという。